# Palmer (película)
Palmer es una película dramática estadounidense dirigida por Fisher Stevens y escrita por Cheryl Guerriero. Está protagonizada por Justin Timberlake, quien interpreta a un exjugador de fútbol americano que sale de prisión tras doce años y se convierte en el mentor de un extrovertido niño. Alisha Wainwright, June Squibb, Juno Temple y Ryder Allen también forman parte del elenco. Su estreno digital fue el 29 de enero de 2021 a través de la plataforma Apple TV+.

## Argumento
Eddie Palmer es una exestrella de fútbol americano de la escuela secundaria que acaba de salir de prisión después de cumplir doce años por intento de asesinato y robo a mano armada. Se muda con su abuela Vivian, quien ocasionalmente cuida a un niño extravagante llamado Sam, el hijo de su vecina Shelly, una drogadicta. Sam prefiere cosas femeninas como vestidos, princesas y fiestas de té a actividades tradicionalmente masculinas.
Palmer comienza a trabajar en la escuela local como conserje y ayuda a Vivian a cuidar de Sam mientras Shelly abandona repetidamente la ciudad con su abusivo novio Jerry. Después de que Vivian muere, Palmer se ve obligado a convertirse en el tutor temporal de Sam hasta que Shelly regrese. Aunque inicialmente no quiere tener nada que ver con él, Palmer pronto se vuelve más cercano al niño, lo lleva al juego de fútbol de la escuela secundaria y a la recaudación de fondos de bolos, y entabla una relación con la maestra de Sam, Maggie. Palmer se entera de que Vivian dejó su casa a la iglesia en su testamento y su abogado le comenta que una vez que venda la casa, tendrá treinta días para mudarse.
A medida que Palmer se vuelve más cercano a Maggie, le revela que después de una prometedora carrera en el fútbol americano en la escuela secundaria se lesionó mientras jugaba para la Universidad Estatal de Luisiana. Después de perder su beca y abandonar la universidad, regresó a casa y comenzó a tomar pastillas. Una noche, decidió robar la caja fuerte de una familia rica en la ciudad con la ayuda de sus amigos. Se suponía que la casa estaba vacía, pero el dueño llegó y Palmer casi lo mata a golpes con un bate de béisbol. Maggie le asegura a Palmer que, aunque así era, ha cambiado y ahora es un buen hombre, señalando todo el bien que ha hecho en la vida de Sam.
Un día, Sam llega a la casa de un amigo llorando con el maquillaje manchado de manera llamativa en su rostro. Palmer asume que uno de sus compañeros de clase lo hizo, pero él le dice que fue el amigo de Palmer, Daryl. Enfurecido, Palmer encuentra a Daryl en un bar y lo golpea. Al día siguiente, Shelly regresa y quiere llevarse a Sam, pero pronto los Servicios de Protección Infantil lo toman en custodia. Palmer intenta recibir la tutela, pero se le niega debido a su estado de libertad condicional y por la incertidumbre de su situación de vida. A pesar de las súplicas de Palmer, el juez ordena la devolución de Sam a la custodia de Shelly. Palmer le pide a Shelly que lo nombre tutor legal de Sam, pero ella se burla de su pedido, incluso después de que él se ofrece a pagarle. Más tarde, Palmer ve a Jerry abusando físicamente tanto de Shelly como de Sam. Palmer interviene y ve que tanto Shelly como Jerry están usando drogas frente a Sam. Ataca a Jerry y huye con Sam.
Shelly llama a la policía y acusan a Palmer de secuestrar a Sam. Después de hablar con Maggie por teléfono, Palmer lleva a Sam de regreso con Shelly y lo arrestan en el lugar. Mientras Palmer se aleja, Sam intenta luchar contra los agentes de policía y persigue al coche de policía, llorando porque quiere estar con Palmer en lugar de con su madre. Al ver el amor de Sam por Palmer, Shelly se niega a presentar cargos y encubre a Palmer diciendo que solo estaba llevando a Sam a buscar comida y ella lo olvidó. Shelly se encuentra con Sam y, entre lágrimas, le pregunta si estaría bien si se fuera a vivir con Palmer. Shelly finalmente decide darle a Palmer la custodia de Sam. Palmer y Sam se preparan para la venta de la casa de Vivian mientras se mudan con Maggie.

## Reparto
- Justin Timberlake como Eddie Palmer, una ex estrella del fútbol universitario y ex convicto que pasó 12 años en prisión por robo e intento de asesinato.
- Ryder Allen como Sam Burdette, el joven vecino de Eddie que se convierte en su hijo sustituto.
- Alisha Wainwright como Maggie Hayes, la maestra de Sam y el interés amoroso de Eddie.
- June Squibb como Vivian Palmer, la abuela de Eddie.
- Juno Temple como Shelly Burdette, la madre drogadicta de Sam.
- Jesse C. Boyd como Coles, el amigo de Palmer que trabaja como policía.
- J.D. Evermore como el director Forbes.
- Lance E. Nichols como Sibs, el jefe de Eddie.
- Dean Winters como Jerry, el novio abusivo de Shelly.
- Jay Florsheim como árbitro de fútbol.

## Producción
El guion de Cheryl Guerriero apareció por primera vez en la encuesta Black List del año 2016. En septiembre de 2019 se anunció que Justin Timberlake se había unido al elenco de la película, bajo la dirección de Fisher Stevens. Al mes siguiente, Alisha Wainwright se sumó al proyecto y en noviembre lo hizo el joven Ryder Allen.
El rodaje tuvo lugar en Nueva Orleans entre el 9 de noviembre y el 13 de diciembre de 2019. La banda sonora fue compuesta por Tamar-kali.

## Lanzamiento
En julio de 2020, la plataforma digital Apple TV+ adquirió los derechos de distribución de Palmer, programando su estreno para el 29 de enero de 2021.

## Crítica
De acuerdo al sitio de reseñas Rotten Tomatoes (Tomatazos), Palmer obtuvo un 74% de aprobación considerando ciento cuatro críticas profesionales. Otorgándole la calificación de Certified Fresh, el consenso del sitio es:

Although it traffics in familiar territory, Palmer is elevated by worthy themes and a strong ensemble led by an impressive Justin Timberlake.
Aunque transita por territorios familiares, Palmer es elevada por valiosas temáticas y un fuerte elenco liderado por un impresionante Justin Timberlake.

Por otra parte, en Metacritic, el filme alcanzó cincuenta y tres puntos de un máximo de cien, basándose en veintiuna reseñas, lo que significa «críticas promedio o mixtas».